# سرگیفسکایا
سرگیفسکایا (به لاتین: Sergeyevskaya) یک منطقهٔ مسکونی در روسیه است که در استان آرخانگلسک واقع شده‌است.